# ロバート・レガート
ロバート・ロブ・レガート（Robert Legato, Robert "Rob" M. Legato, 1956年5月6日 - 活動中）は、アメリカ合衆国の視覚効果（VFX）スーパーバイザーとして知られているアカデミー賞受賞者であり、映画部門のセカンド・ユニットで数多くのヒット作に携わってきた撮影監督である。

## プロフィール
視覚効果協会（VES）、全米撮影監督協会（ASC）、全米監督協会（DGA）の会員である。1990年代前半、アメリカ合衆国を中心として世界でも人気を誇るSFテレビドラマシリーズ『スタートレック』に何度か携わったことがあり、当時の番組のスタッフたちでエミー賞を2回受賞している。また、映画業界に進出してからも、その才能の評価は高く、アカデミー賞に4回ノミネートされ、うち3回受賞した。
自身のキャラクターや視覚効果テクニックの一部は、2012年にスコットランドのエディンバラで開催された『TEDGlobal』にて披露されており、実際に『アポロ13』・『タイタニック』・『ヒューゴの不思議な発明』で施された視覚効果トリックについて語ったその様子は、現在も『TED』の公式ホームページから日本語の字幕付き動画で視聴できる。

## フィルモグラフィ
- インタビュー・ウィズ・ヴァンパイア Interview with the Vampire: The Vampire Chronicles (1994) 第二班監督・VFXスーパーバイザー
- アポロ13 Apollo 13 (1995) VFXスーパーバイザー
- タイタニック Titanic (1997) VFXスーパーバイザー
- アルマゲドン Armageddon (1998) VFXスーパーバイザー
- ホワット・ライズ・ビニース What lies Beneath (2000) VFXスーパーバイザー
- キャスト・アウェイ Cast Away (2000) VFXコンサルタント
- ハリー・ポッターと賢者の石 Harry Potter And The Sorcerer's Stone (2001) 第二班監督・VFXスーパーバイザー
- バッドボーイズ2バッド Bad Boys II (2003) VFXスーパーバイザー
- アビエイター The Aviator (2004) 第二班監督・VFXスーパーバイザー
- 奥さまは魔女 Bewitched (2005) 第二班監督
- ディパーテッド The Departed (2006) 第二班監督・VFXスーパーバイザー
- グッド・シェパード The Good Shepherd (2006) 第二班監督・VFXスーパーバイザー・撮影監督
- 私がクマにキレた理由 The Nanny Diaries (2007) VFXスーパーバイザー
- ザ・キー・トゥー・リザーバ The Key to Reserva (2007) VFXスーパーバイザー
- ザ・ローリング・ストーンズ シャイン・ア・ライト Shine a Light (2008) ポスト・プロダクション・コンサルタント
- スタンダード・オペレーティング・プロシージャ Standard Operating Procedure (2008) VFXスーパーバイザー
- アバター Avatar (2009) VFXパイプライン・エンジニア (クレジットなし)
- シャッター アイランド Shutter Island (2010) 第二班監督・VFXスーパーバイザー・撮影監督
- エルム街の悪夢 A Nightmare on Elm Street (2010) 第二班監督
- ジョージ・ハリスン/リヴィング・イン・ザ・マテリアル・ワールド George Harrison: Living in the Material World (2011) VFX
- ヒューゴの不思議な発明 Hugo (2011) 第二班監督・VFXスーパーバイザー・撮影監督
- ウルフ・オブ・ウォールストリート The Wolf of Wall Street (2013) 第二班監督・VFXスーパーバイザー・撮影監督
- ジャングル・ブック The Jungle Book (2016) 第二班監督・VFXスーパーバイザー・撮影監督
- Eloise (予定) 監督

## 受賞とノミネート

### 映画部門
| 賞               | 年     | 部門       | 対象                   | 結果       |
| ---------------- | ------ | ---------- | ---------------------- | ---------- |
| アカデミー賞     | 1995年 | 視覚効果賞 | アポロ13               | ノミネート |
| アカデミー賞     | 1997年 | 視覚効果賞 | タイタニック           | 受賞       |
| アカデミー賞     | 2011年 | 視覚効果賞 | ヒューゴの不思議な発明 | 受賞       |
| アカデミー賞     | 2016年 | 視覚効果賞 | ジャングル・ブック     | 受賞       |
| アカデミー賞     | 2019年 | 視覚効果賞 | ライオン・キング       | ノミネート |
| 英国アカデミー賞 | 1996年 | 視覚効果賞 | アポロ13               | ノミネート |

### テレビ部門
| 賞       | 年     | 部門                     | 対象                                      | 結果       |
| -------- | ------ | ------------------------ | ----------------------------------------- | ---------- |
| エミー賞 | 1991年 | 第43回エミー賞特殊効果賞 | 新スタートレック                          | ノミネート |
| エミー賞 | 1992年 | 第44回エミー賞特殊効果賞 | 新スタートレック                          | 受賞       |
| エミー賞 | 1993年 | 第45回エミー賞特殊効果賞 | スタートレック:ディープ・スペース・ナイン | 受賞       |